# Bodo Wartke

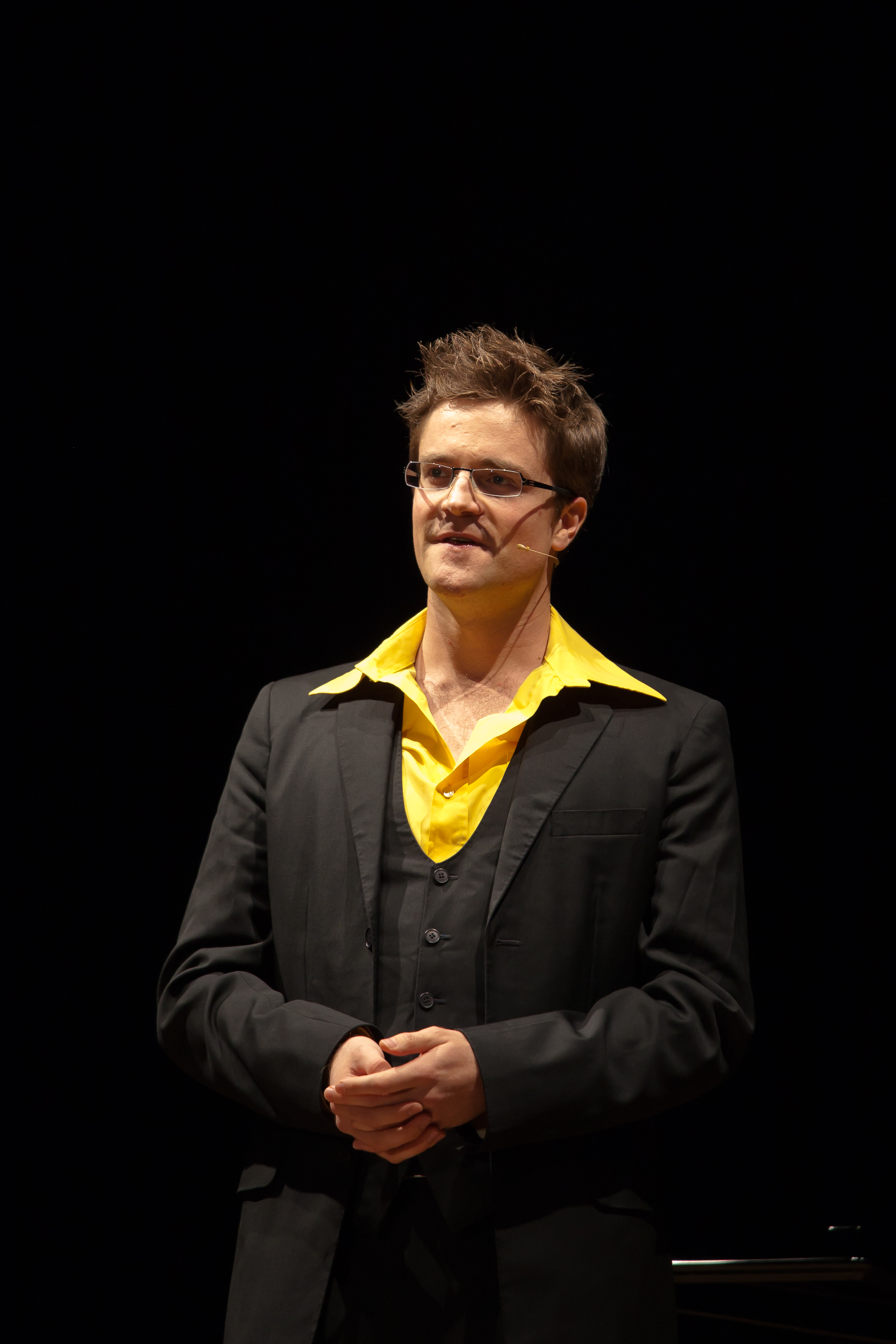
Bodo Wartke in 2011

Bodo Wartke (Hamburg, 21 mei 1977) is een Duits cabaretier, pianist en presentator.
Wartke houdt zich vooral bezig met wat in Duitsland Klavierkabarett genoemd wordt. Zijn shows bestaan hoofdzakelijk uit pianoliedjes, voorzien van meer of minder uitgebreid, geestig en af en toe serieus commentaar. Wartke schrijft zijn teksten zelf. In Nederland geniet hij enige bekendheid als gastheer van het jaarlijks terugkerende Duitse liedjesfestival Songs an einem Sommerabend, dat hij van 2006 tot 2011 presenteerde. Een van Wartkes bekendste liedjes is Liebeslied, gericht aan een toekomstige geliefde. Omdat de zanger nog niet weet in welke taal deze geliefde aangesproken zal moeten worden, heeft hij de strofe van het lied alvast in meer dan 80 talen op zijn repertoire gezet.
- Gemeinsame Normdatei: 135244102
- International Standard Name Identifier: 0000 0000 5594 339X
- MusicBrainz: 7f404dc2-7b25-4b38-b67d-efa380cb7213
- Virtual International Authority File: 80055692
- WorldCat: E39PBJkHm7gXFfv7xyB7yTQjG3